# Böhne (Edertal)
Böhne ist der nördlichste Ortsteil der Gemeinde Edertal im nordhessischen Landkreis Waldeck-Frankenberg.

## Geographische Lage
Böhne liegt im Netzehügelland etwa 4,5 km nördlich von Giflitz, dem Verwaltungssitz der Gemeinde Edertal. Östlich vorbei des auf etwa 800 m Länge in Nord-Süd-Richtung angelegten Straßendorfs fließt in gleicher Richtung der Eder-Zufluss Böhner Bach (Kißbach). Nordwestlich liegt der 400 m hohe Sengelsberg. Durch das Dorf führt die Kreisstraße 26 (Netze–Böhne–Bergheim). Nahe befinden sich der Naturpark Habichtswald im Nordosten und der Naturpark Kellerwald-Edersee im Südwesten mit dem Edersee.

## Geschichte

### Ortsgeschichte
Die älteste bekannte schriftliche Erwähnung von Böhne erfolgte im Jahr 1237 unter dem Namen Bone in einer Waldecker Urkunde.
Weitere Erwähnungen erfolgten unter den Ortsnamen (in Klammern das Jahr der Erwähnung): Boine (1259), Boyne (1295) und Böhne (1733).
Hessische Gebietsreform (1970–1977)
Die bis dahin selbständige Gemeinde Böhne fusionierte zum 31. Dezember 1971 im Zuge der Gebietsreform in Hessen  mit anderen Gemeinden des Edertales freiwillig zur Großgemeinde Edertal.
Für Böhne, wie für alle ehemaligen Gemeinden von Edertal, wurden Ortsbezirke mit Ortsbeirat und Ortsvorsteher nach der Hessischen Gemeindeordnung gebildet.

### Verwaltungsgeschichte im Überblick
Die folgende Liste zeigt die Staaten und Verwaltungseinheiten, denen Böhne angehörte:
- vor 1712: Heiliges Römisches Reich, Grafschaft Waldeck, Amt Waldeck
- ab 1712: Heiliges Römisches Reich, Fürstentum Waldeck, Amt Waldeck
- ab 1807: Fürstentum Waldeck, Amt Waldeck
- ab 1815: Fürstentum Waldeck, Oberamt der Eder
- ab 1816: Fürstentum Waldeck, Oberjustizamt der Werbe
- ab 1850: Fürstentum Waldeck-Pyrmont (seit 1849), Kreis der Eder[Anm. 1]
- ab 1867: Fürstentum Waldeck-Pyrmont (Akzessionsvertrag mit Preußen), Kreis der Eder
- ab 1871: Deutsches Reich, Fürstentum Waldeck-Pyrmont, Kreis der Eder
- ab 1919: Deutsches Reich, Freistaat Waldeck-Pyrmont, Kreis der Eder
- ab 1929: Deutsches Reich, Freistaat Preußen, Provinz Hessen-Nassau, Regierungsbezirk Kassel, Kreis der Eder
- ab 1942: Deutsches Reich, Freistaat Preußen, Provinz Hessen-Nassau, Regierungsbezirk Kassel, Landkreis Waldeck
- ab 1944: Deutsches Reich, Freistaat Preußen, Provinz Kurhessen, Regierungsbezirk Kassel, Landkreis Waldeck
- ab 1945: Deutsches Reich, Amerikanische Besatzungszone, Groß-Hessen, Regierungsbezirk Kassel, Landkreis Waldeck
- ab 1946: Deutsches Reich, Amerikanische Besatzungszone, Hessen, Regierungsbezirk Kassel, Landkreis Waldeck
- ab 1949: Bundesrepublik Deutschland, Hessen, Regierungsbezirk Kassel, Landkreis Waldeck
- ab 1972: Bundesrepublik Deutschland, Hessen, Regierungsbezirk Kassel, Landkreis Waldeck, Gemeinde Edertal
- ab 1974: Bundesrepublik Deutschland, Hessen, Regierungsbezirk Kassel, Landkreis Waldeck-Frankenberg, Gemeinde Edertal

### Bevölkerung
Einwohnerstruktur 2011
Nach den Erhebungen des Zensus 2011 lebten am Stichtag, dem 9. Mai 2011, in Böhne 240 Einwohner. Darunter waren 3 (1,3 %) Ausländer.
Nach dem Lebensalter waren 48 Einwohner unter 18 Jahren, 78 waren zwischen 18 und 49, 51 zwischen 50 und 64 und 63 Einwohner waren älter.
Die Einwohner lebten in 93 Haushalten. Davon waren 27 Singlehaushalte, 24 Paare ohne Kinder und 36 Paare mit Kindern, sowie 6 Alleinerziehende und keine Wohngemeinschaften. In 30 Haushalten lebten ausschließlich Senioren und in 45 Haushaltungen leben keine Senioren.
Einwohnerentwicklung
Quelle: Historisches Ortslexikon
- 1541: 30 Häuser
- 1620: 36 Häuser
- 1650: 16 Häuser
- 1738: 39 Häuser
- 1770: 46 Häuser, 291 Einwohner

| Böhne: Einwohnerzahlen von 1770 bis 2020 | Böhne: Einwohnerzahlen von 1770 bis 2020 | Böhne: Einwohnerzahlen von 1770 bis 2020 | Böhne: Einwohnerzahlen von 1770 bis 2020 | Böhne: Einwohnerzahlen von 1770 bis 2020 |
| --- | ---------------------------------------- | ---------------------------------------- | ---------------------------------------- | ---------------------------------------- |
| Jahr |                                          |                                          |                                          | Einwohner                                |
| 1770 | 1770                                     |                                          | 291                                      | 291                                      |
| 1800 | 1800                                     |                                          | ?                                        | ?                                        |
| 1834 | 1834                                     |                                          | 340                                      | 340                                      |
| 1840 | 1840                                     |                                          | 313                                      | 313                                      |
| 1846 | 1846                                     |                                          | 353                                      | 353                                      |
| 1852 | 1852                                     |                                          | 339                                      | 339                                      |
| 1858 | 1858                                     |                                          | 327                                      | 327                                      |
| 1864 | 1864                                     |                                          | 324                                      | 324                                      |
| 1871 | 1871                                     |                                          | 297                                      | 297                                      |
| 1875 | 1875                                     |                                          | 274                                      | 274                                      |
| 1885 | 1885                                     |                                          | 286                                      | 286                                      |
| 1895 | 1895                                     |                                          | 276                                      | 276                                      |
| 1905 | 1905                                     |                                          | 286                                      | 286                                      |
| 1910 | 1910                                     |                                          | 284                                      | 284                                      |
| 1925 | 1925                                     |                                          | 282                                      | 282                                      |
| 1939 | 1939                                     |                                          | 311                                      | 311                                      |
| 1946 | 1946                                     |                                          | 448                                      | 448                                      |
| 1950 | 1950                                     |                                          | 416                                      | 416                                      |
| 1956 | 1956                                     |                                          | 297                                      | 297                                      |
| 1961 | 1961                                     |                                          | 290                                      | 290                                      |
| 1967 | 1967                                     |                                          | 310                                      | 310                                      |
| 1980 | 1980                                     |                                          | ?                                        | ?                                        |
| 1990 | 1990                                     |                                          | ?                                        | ?                                        |
| 2000 | 2000                                     |                                          | ?                                        | ?                                        |
| 2011 | 2011                                     |                                          | 240                                      | 240                                      |
| 2015 | 2015                                     |                                          | 216                                      | 216                                      |
| 2020 | 2020                                     |                                          | 206                                      | 206                                      |
| Datenquelle: Historisches Gemeindeverzeichnis für Hessen: Die Bevölkerung der Gemeinden 1834 bis 1967. Wiesbaden: Hessisches Statistisches Landesamt, 1968. Weitere Quellen: LAGIS; Gemeinde Edertal; Zensus 2011 |                                          |                                          |                                          |                                          |

Religionszugehörigkeit
| • 1895: | 275 evangelische (= 99,64 %), ein jüdischer (= 0,36 %) Einwohner  |
| • 1961: | 267 evangelische (= 92,07 %), 59 katholische (= 7,93 %) Einwohner |

## Kirche und Dorfgemeinschaftshaus
Im Ortsmittelpunkt steht die kleine Dorfkirche, die 1377 urkundlich erwähnt wird und in ihrer Frühzeit nach Osten hin erweitert wurde. Nachdem der aus Fritzlar stammende und von dort verwiesene Reformator Johann Hefentreger am 17. Juni 1526 in Waldeck erstmals Gottes Wort nach Luthers Lehren gepredigt hatte und danach die Reformation in der Grafschaft Waldeck eingeführt wurde, wurde auch Böhne evangelisch. Im Besitz der Kirche befindet sich noch ein altes Abendmahls- und Taufgerät, die Vasa Sacra (Heilige Geräte) aus dem 17. Jahrhundert. Das große Kruzifix, vermutlich aus demselben Jahrhundert stammend, mit ausgeprägt gestalteter Jesusfigur, nimmt viel Raum in der Kirche ein.
In Böhne gibt es ein Dorfgemeinschaftshaus.

## Persönlichkeiten
- Johannes Schäffer (1797–1862), deutscher Schreinermeister und Politiker
- Ernst Schäffer (1812–1878), Gutsbesitzer und Politiker
- Wilhelm Schäffer (1861–1917), Landwirt und Politiker